# 长龙骨黄耆
长龙骨黄耆（学名：Astragalus macrotropis）是豆科黄芪属的植物。分布在天山、哈萨克斯坦、中亚以及中国大陆的新疆等地，生长于海拔1,000米的地区，一般生长在草坡或荒闲地，目前尚未由人工引种栽培。